# 1766 год в науке
В 1766 году произошли различные научные и технологические события, некоторые из которых представлены ниже.

## События
- 15 ноября — Л. А. де Бугенвиль начал первую французскую кругосветную экспедицию, продлившуюся три года.
- Леонард Эйлер вернулся из Пруссии в Россию.

## Публикации
- Вышла в свет монография Эйлера «Элементы вариационного исчисления». Именно здесь впервые появилось название этого нового и плодотворного раздела математики, созданного Эйлером и Лагранжем[1].
- Мозес Харрис опубликовал свою работу «Аврелия, или естественная история английских насекомых и т. д.» (англ. The Aurelian, or Natural History Of English Insects etc.).

## Родились
- 8 февраля —  Ефрем Осипович Мухин, русский врач, доктор медицины (ум. 1850).
- 3 августа — Курт Шпренгель, немецкий ботаник, врач и филолог.
- 12 декабря — Николай Михайлович Карамзин (1766—1826) — историк, писатель.

## Скончались
- 5 мая — Жан Астрюк, французский врач, известный как один из основателей критического изучения библейского текста.